# Червень 1996
Червень 1996 — шостий місяць 1996 року, що розпочався в суботу 1 червня та закінчився у неділю 30 червня.

## Події

Логотип UEFA Euro 1996

- Україна відмовляється від запасів ядерних боєголовок, які зберігаються на її території, на користь Росії.
- Андрій Курков написав «Пікнік на кризі», перший сучасний український роман, який вийде на Заході.
- Проводився Чемпіонат Європи з футболу 1996.
- Початок випуску Citroën Saxo.

### 4 червня
- Невдалий запуск ракетоносія «Аріан 5».
- Випущений Load, шостий студійний альбом Metallica.

### 6 червня
- Почав мовити грецький музичний телеканал MAD TV.

### 16 червня
- Відбулися Президентські вибори в Росії 1996.

### 17 червня
- Закінчився Чемпіонат України з футболу 1995—1996.

### 19 червня

Герб Східниці

- Затверджений Герб Східниці.

### 20 червня
- Відбувся 78-й старт у рамках програми «Спейс Шаттл» STS-78.

### 22 червня
- Розпочала мовлення українська (донецька) радіостанція Радіо «Да!».

### 27 червня
- Створена Ічнянська гімназія імені Степана Васильченка.

### 28 червня

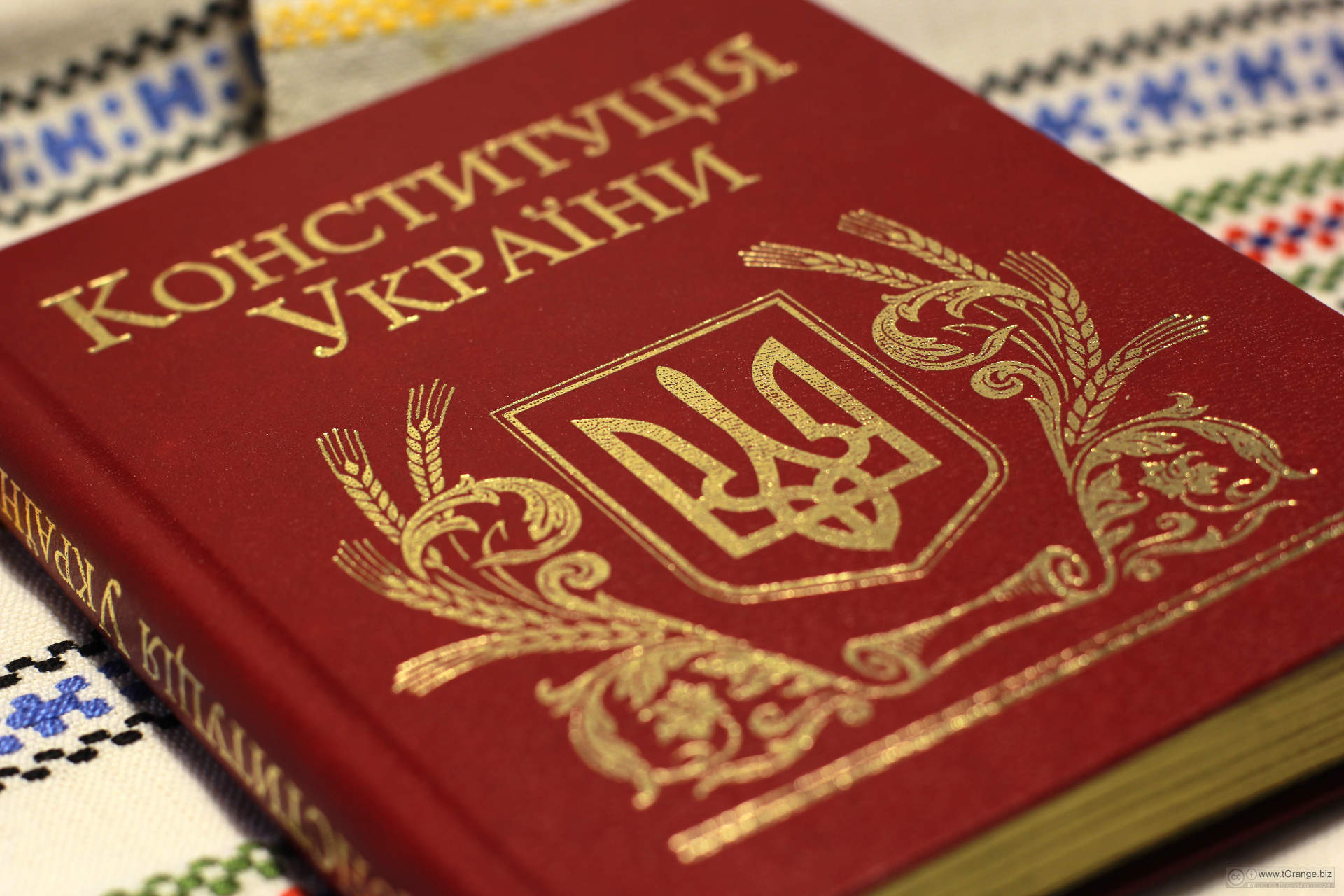
Конституція України

- Прийнята Конституція України.

### 30 червня
- Фінал чемпіонату Європи з футболу 1996.

## Народилися

### 1 червня
- Том Голланд — британський актор і танцюрист.

### 2 червня

Назарій Войтович

- Войтович Назарій Юрійович — учасник Євромайдану.

### 10 червня
- Тименко Володимир Володимирович — український футболіст.

### 16 червня
- Долгов Максим Едуардович — український стрибун у воду.
- Шлепаков Арнольд Миколайович — український історик і політолог.

### 17 червня
- Шаповал Дмитро Богданович — український футболіст.

### 18 червня
- Ален Халілович — хорватський футболіст.

### 26 червня
- Каневцев Данило Дмитрович — український футболіст.

## Померли
- Думанський Василь Михайлович — український письменник.